# Nanochromis teugelsi
Nanochromis teugelsi és una espècie de peix de la família dels cíclids i de l'ordre dels perciformes que es troba a Àfrica: riu Congo.
Els mascles poden assolir els 5,6 cm de longitud total.